# Ruatara oparica
Ruatara oparica é uma espécie de gastrópode da família Charopidae.
É endémica da Polinésia Francesa.